# Nuno Caetano Álvares Pereira de Melo, 6.º Duque de Cadaval
Nuno Caetano Álvares Pereira de Melo (Lisboa, 7 de abril de 1799 — Paris, 14 de fevereiro de 1837), 8.º marquês de Ferreira, 9.º conde de Tentúgal e 6.º duque de Cadaval, foi um alto aristocrata e um dos principais políticos miguelistas que, entre outras funções, foi Ministro Assistente ao Despacho, o ministro a quem cabia chefiar o governo, num dos executivos de D. Miguel I de Portugal, entre 26 de fevereiro de 1828 a 1 de agosto de 1831.

## Biografia
Ao ver que as tropas miguelistas, estacionadas em Lisboa, não conseguiam suster as forças militares do general duque da Terceira, vendo já perdida a sua causa, retirou-se para Elvas, onde se conservou até ser assinada a convenção de Évora-Monte, fruto da vitória liberal.
A 6 de outubro de 1834 partiu exilado para Inglaterra, e passou depois a Paris, onde morreu.

## Dados Genealógicos
D. Nuno Caetano Álvares Pereira de Melo era filho primogénito de D. Miguel Caetano Álvares Pereira de Melo, 5.º duque de Cadaval e de Marie Madaleine de Montmorency-Luxembourg, uma descendente da alta aristocracia francesa.
Casou-se com D. Maria Domingas Francisca de Bragança de Sousa e Ligne no dia 1 de agosto de 1820, dia em que esta completou 19 anos. Estes eram parentes já que D. Maria Domingas, filha do 2º Duque de Lafões era, pelo lado materno, bisneta do 2º Duque de Cadaval.
Tiveram:
- D. Henriqueta Maria Caetano Álvares Pereira de Melo (1821 - 1841)
- D. Maria da Glória Caetano Álvares Pereira de Melo (1823 - 1843)
- D. Miguel Caetano Álvares Pereira de Melo (1826 - 1827)
- D. Maria da Piedade Caetano Álvares Pereira Melo, 7ª duquesa de Cadaval
- D. Carlota Caetano Álvares Pereira de Melo (1828 - 1854)
- D. Isabel Maria Caetano Álvares Pereira de Melo (1830 - 1845)